# Pácora
Pácora là một khu tự quản thuộc tỉnh Caldas, Colombia. Thủ phủ của khu tự quản Pácora đóng tại Pácora Khu tự quản Pácora có diện tích 234 ki lô mét vuông. Đến thời điểm ngày 28 tháng 5 năm 2005, khu tự quản Pácora có dân số 18363 người.